# Theatrum Orbis Terrarum
 (février 2024).
Si vous disposez d'ouvrages ou d'articles de référence ou si vous connaissez des sites web de qualité traitant du thème abordé ici, merci de compléter l'article en donnant les références utiles à sa vérifiabilité et en les liant à la section « Notes et références ».
Le Theatrum Orbis Terrarum (Théâtre du Globe Terrestre) est considéré, en cartographie, comme le premier atlas moderne.

## Présentation
L'atlas a été réalisé par Abraham Ortelius et édité pour la première fois le 20 mai 1570 à Anvers (Belgique). Depuis sa première édition, l'atlas a été régulièrement révisé et augmenté par l'auteur dans des éditions ultérieures jusqu'à sa mort en 1598. 
Depuis les 70 cartes et 87 références bibliographiques de sa première édition de 1570, l'atlas s'est accru au fur et à mesure de ses 31 éditions jusqu'à atteindre 183 références et 167 cartes en 1612, en 7 langues différentes: néerlandais (1571), allemand (1572), français (1572), espagnol (1588), anglais (1606) et italien (1608). 
En outre, cinq suppléments ont été publiés, qu'Ortelius a appelé « Additamenta ».
Somme du savoir cartographique de l'époque, il a repris les informations transmises par plusieurs cartographes européens, comme le portugais Luís Teixeira ou Gérard Mercator.

## Source
- (pt) Cet article est partiellement ou en totalité issu de l’article de Wikipédia en portugais intitulé « Theatrum Orbis Terrarum » (voir la liste des auteurs).